# Koji Nakajima
Koji Nakajima (født 20. august 1977) er en tidligere japansk fodboldspiller.
Han har spillet for flere forskellige klubber i sin karriere, herunder Vegalta Sendai, JEF United Chiba og Sanfrecce Hiroshima.